# 딩카어 위키백과
딩카어 위키백과(영어: Dinka Wikipedia)는 딩카어로 운영되는 위키백과이다. 문서가 500개 이하를 기록하고 있다. 기호는 din이다.